# Sjeverozapadni bantu jezici zone A
Sjeverozapadni bantu jezici zone A ogranak sjeverozapadnih bantu jezika iz zone A koji obuhvaća (53) jezika raspršenih po Kamerunu i Ekvatorskoj Gvineji. Sastoji se od više podskupina:
a.1 Bafia (A.50) (5): bafia, dimbong, hijuk,  lefa, tibea;
a2. Basaa (A.40) (4): bakoko, bankon, barombi, basaa;
a3. Bube-Benga (A.30) (5): batanga, benga, bube, ngumbi, yasa;
a4. Duala (A.20) (7): bakole, bubia, duala, isu, malimba, mokpwe, wumboko;
a5. Kako (A.90) (3): kako, kwakum, pol;
a6. Lundu-Balong (A.10) (8): ;
a. bonkeng,
b. Ngoe (5): akoose, bafaw-balong, bakaka, bassossi, mbo;
c. nkongho;
d. Oroko (1): oroko
a7. Makaa-Njem (A.80) (13): bekwil, bomwali, byep, gyele, kol, koonzime, makaa, mpiemo, mpongmpong, ngumba, njyem, so, ukhwejo;
a8. Yaunde-Fang (A.70) (8): bebele, bebil, beti, bulu, eton, ewondo, fang, mengisa;

## Vanjske poveznice
- Ethnologue (14th)
- Ethnologue (15th)